# Vas François
El vas François és un crater, és a dir, un tipus ceràmic destinat a la barreja del vi i de l'aigua (tres parts d'aigua i una de vi). Realitzat pel terrissaire Ergòtim i decorada pel pintor Clíties prop de l'any 570 aC a l'Àtica. És considerat l'obra cimera de la ceràmica grega. Rep aquest nom en honor del seu descobridor, Alessandro François i es troba al Museu Arqueològic Nacional de Florència.
És una peça que revesteix una gran mida, amb la boca i cos amples, a fi que els comensals que acudien al Simpòsium (beure vi junt amb fruites seques o qualsevol mena de fruites) poguessin introduir els seus propis kílix per servir-se ells mateixos. Concretament és un «crater de volutes» datat al voltant de l'any 570 aC. És la primera vegada que es documenta un objecte amb aquestes característiques a l'Àtica.
Estem davant l'exponent de la plena maduració a la tècnica i l'estil miniaturista a la decoració. Porta prop de 270 figures que formen escenes de diferent índole. Les curses de carros, la caça del senglar de Calidón, el desembarcament de Teseu a l'Àtica, així com la representació d'animals orientalitzants o escenes de centauromaquia són alguns dels temes que figuren al mencionat crater.